# Serra Oliva
La Serra Oliva és una serra situada al municipi de Cabanelles a la comarca de l'Alt Empordà, amb una elevació màxima de 480 metres.